# الاتفاقية الدولية للقهوة

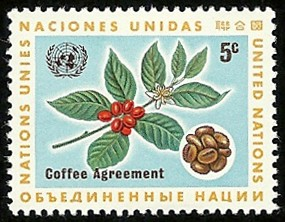

الاتفاق الدولي للبن ( 'ICA' ) هو اتفاقية دولية بين الدول المنتجة والدول المستهلكة للبن. وقعت الإتفاقية لأول مرة في عام 1962، ويهدف للحفاظ على حصص الدول المصدرة للبن، والحفاظ على استقرار أسعار البن في السوق،  والمنظمة الدولية للقهوة، وهي الهيئة المسؤولة عن الاتفاق وتمثل الدول المنتجة للقهوة ومعظم الدول المستهلكة.

## الأعضاء
| - أنغولا - بنين - بوليفيا - البرازيل - بوروندي - الكاميرون - جمهورية افريقيا الوسطى - كولومبيا - كوستا ريكا - ساحل العاج - كوبا - الإكوادور - السلفادور - إثيوبيا - الغابون - غانا - غواتيمالا - غينيا - هايتي - هندوراس - الهند - اندونيسيا | - جامايكا - كينيا - ليبيريا - مالاوي - المكسيك - نيكاراغوا - بنما - بابوا غينيا الجديدة - باراغواي - الفلبين - رواندا - سيرا ليون - تنزانيا - تايلاند - تيمور الشرقية - توغو - أوغندا - فيتنام - اليمن - زامبيا - زيمبابوي |

| - أفغانستان - النرويج - سويسرا - تونس - ديك رومي - الولايات المتحدة - الاتحاد الأوروبي: - النمسا - بلجيكا - بلغاريا - كرواتيا - قبرص - الجمهورية التشيكية - الدنمارك - استونيا - فنلندا - فرنسا - ألمانيا - اليونان | - المجر - ايرلندا - إيطاليا - لاتفيا - ليتوانيا - لوكسمبورغ - مالطا - هولندا - بولندا - البرتغال - رومانيا - سلوفاكيا - سلوفينيا - اسبانيا - السويد - المملكة المتحدة |

## وصلات خارجية
- Membership